# Desperate Search
Desperate Search is een Amerikaanse avonturenfilm uit 1952 onder regie van Joseph H. Lewis. Destijds werd de film in Nederland uitgebracht onder de titel Vertwijfelde speurtocht.

## Verhaal
Don en Janet zijn de kinderen van de piloot Vince Heldon. Ze bevinden zich aan boord van een vliegtuig, dat neerstort boven de wildernis van Brits-Columbia. Vince gaat samen met zijn vrouw Julie en de boswachter Brandy op zoek naar de vermiste kinderen in de wouden van Canada.

## Rolverdeling
| Acteur          | Personage      |
| --------------- | -------------- |
| Howard Keel     | Vince Heldon   |
| Jane Greer      | Julie Heldon   |
| Patricia Medina | Nora Stead     |
| Keenan Wynn     | Brandy         |
| Robert Burton   | Wayne Langmuir |
| Lee Aaker       | Don Heldon     |
| Linda Lowell    | Janet Heldon   |
| Michael Dugan   | Lou            |
| Elaine Stewart  | Stewardess     |
| Jonathan Cott   | Detective      |
| Jeff Richards   | Ed             |
| Dick Simmons    | Communicator   |